# Perenniporia dipterocarpicola
Perenniporia dipterocarpicola är en svampart som beskrevs av T. Hatt. & S.S. Lee 1999. Perenniporia dipterocarpicola ingår i släktet Perenniporia och familjen Polyporaceae.   Inga underarter finns listade i Catalogue of Life.